# Vincent Kriechmayr
Vincent Kriechmayr (Linz, 1º ottobre 1991) è uno sciatore alpino austriaco, campione del mondo nella discesa libera e nel supergigante a Cortina d'Ampezzo 2021 e vincitore di una Coppa del Mondo di supergigante.

## Biografia

### Stagioni 2007-2017
Originario di Gramastetten e attivo in gare FIS dal dicembre del 2006, Kriechmayr ha esordito in Coppa Europa il 14 gennaio 2010 a Innsbruck Patscherkofel, piazzandosi 53º in discesa libera, e in Coppa del Mondo il 19 dicembre successivo nello slalom gigante dell'Alta Badia, senza qualificarsi per la seconda manche; ha ottenuto il primo risultato di rilievo in campo internazionale vincendo la medaglia d'argento nello slalom gigante ai Mondiali juniores di Crans-Montana 2011
Il 23 febbraio 2012 ha conquistato il suo primo successo in Coppa Europa, nonché primo podio, vincendo la supercombinata tenutasi sulle nevi di Sella Nevea; a fine stagione è risultato vincitore della classifica di quella specialità nel circuito continentale, piazzamento bissato nel 2013-2014. L'8 marzo 2015 ha colto il suo primo podio in Coppa del Mondo, classificandosi 2º nel supergigante di Lillehammer Kvitfjell; ai Mondiali di Sankt Moritz 2017, suo esordio iridato, si è classificato 19º nella discesa libera, 5º nel supergigante e 8º nella combinata. 

### Stagioni 2018-2021
Il 1º dicembre 2017 ha ottenuto sulla Birds of Prey di Beaver Creek in supergigante la sua prima vittoria in Coppa del Mondo e ai successivi XXIII Giochi olimpici invernali di Pyeongchang 2018, sua prima presenza olimpica, si è classificato 7º nella discesa libera, 6º nel supergigante e 20º nella combinata. In quella stessa stagione 2017-2018 in Coppa del Mondo, dopo aver colto 4 podi (3 le vittorie), si è classificato al 2º posto nella classifica di supergigante superato dal vincitore, il norvegese Kjetil Jansrud, di 80 punti.
Ai Mondiali di Åre 2019 ha vinto la medaglia di bronzo nella discesa libera, quella d'argento nel supergigante ed è stato 17º nella combinata; anche nelle stagioni 2018-2019 e 2019-2020 in Coppa del Mondo è stato 2º nella classifica di supergigante, battuto rispettivamente da Dominik Paris (per 84 punti; ha colto 3 podi, con una vittoria) e da Mauro Caviezel (per 3 punti; 5 i podi, 2 le vittorie). Ai Mondiali di Cortina d'Ampezzo 2021 ha vinto la medaglia d'oro sia nella discesa libera sia nel supergigante e non ha completato la combinata. Alla fine di quella stessa stagione 2020-2021 ha vinto la Coppa del Mondo di supergigante con 83 punti di vantaggio su Marco Odermatt; i suoi podi stagionali sono stati 6, con 3 vittorie tra le quali due classiche: il supergigante della Streifalm di Kitzbühel (25 gennaio) e quello della Kandahar di Garmisch-Partenkirchen (6 febbraio).

### Stagioni 2022-2025
Ai XXIV Giochi olimpici invernali di Pechino 2022 si è classificato 8º nella discesa libera e 5º nel supergigante; ai Mondiali di Courchevel/Méribel 2023 si è piazzato 11º nella discesa libera, 12º nel supergigante e non ha completato la combinata e in quella stessa stagione 2022-2023 è stato 2º nella classifica della Coppa del Mondo di discesa libera, superato da Aleksander Aamodt Kilde di 146 punti, dopo aver vinto tra l'altro le classiche discese libere della Saslong in Val Gardena (15 dicembre), della Stelvio di Bormio (28 dicembre) e della Streif di Kitzbühel (20 gennaio), mentre in quella di supergigante si è classificato 3º. 
Ai Mondiali di Saalbach-Hinterglemm 2025 ha vinto la medaglia d'argento nella discesa libera e si è piazzato 4º nel supergigante; in quella stessa stagione 2024-2025 è stato 3º nella Coppa del Mondo di supergigante.

## Palmarès

### Mondiali
- 5 medaglie:
  - 2 ori (discesa libera, supergigante a Cortina d'Ampezzo 2021)
  - 2 argenti (supergigante a Åre 2019; discesa libera a Saalbach-Hinterglemm 2025)
  - 1 bronzo (discesa libera a Åre 2019)

### Mondiali juniores
- 1 medaglia:
  - 1 argento (slalom gigante a Crans-Montana 2011)

### Coppa del Mondo
- Miglior piazzamento in classifica generale: 5º nel 2019, nel 2020, nel 2022 e nel 2023
- Vincitore della Coppa del Mondo di supergigante nel 2021
- 37 podi: 
  - 18 vittorie
  - 13 secondi posti
  - 6 terzi posti

#### Coppa del Mondo - vittorie
| Data             | Località               | Paese       | Specialità |
| ---------------- | ---------------------- | ----------- | ---------- |
| 1 dicembre 2017  | Beaver Creek           | Stati Uniti | SG         |
| 14 marzo 2018    | Åre                    | Svezia      | DH         |
| 15 marzo 2018    | Åre                    | Svezia      | SG         |
| 19 gennaio 2019  | Wengen                 | Svizzera    | DH         |
| 20 dicembre 2019 | Val Gardena            | Italia      | SG         |
| 29 febbraio 2020 | Hinterstoder           | Austria     | SG         |
| 25 gennaio 2021  | Kitzbühel              | Austria     | SG         |
| 6 febbraio 2021  | Garmisch-Partenkirchen | Germania    | SG         |
| 6 marzo 2021     | Saalbach-Hinterglemm   | Austria     | DH         |
| 15 gennaio 2022  | Wengen                 | Svizzera    | DH         |
| 16 marzo 2022    | Courchevel             | Francia     | DH         |
| 17 marzo 2022    | Courchevel             | Francia     | SG         |
| 15 dicembre 2022 | Val Gardena            | Italia      | DH         |
| 28 dicembre 2022 | Bormio                 | Italia      | DH         |
| 20 gennaio 2023  | Kitzbühel              | Austria     | DH         |
| 15 marzo 2023    | Soldeu                 | Andorra     | DH         |
| 15 dicembre 2023 | Val Gardena            | Italia      | SG         |
| 18 febbraio 2024 | Kvitfjell              | Norvegia    | SG         |

Legenda:

DH = discesa libera

SG = supergigante

### Coppa Europa
- Miglior piazzamento in classifica generale: 3º nel 2013
- Vincitore della classifica di combinata nel 2012 e nel 2014
- 8 podi:
  - 3 vittorie
  - 2 secondi posti
  - 3 terzi posti

#### Coppa Europa - vittorie
| Data             | Località      | Paese    | Specialità |
| ---------------- | ------------- | -------- | ---------- |
| 23 febbraio 2012 | Sella Nevea   | Italia   | SC         |
| 28 gennaio 2014  | Crans-Montana | Svizzera | SG         |
| 29 gennaio 2014  | Crans-Montana | Svizzera | SC         |

Legenda:

SG = supergigante

SC = supercombinata

### South American Cup
- Miglior piazzamento in classifica generale: 26º nel 2015
- 1 podio:
  - 1 vittoria

#### South American Cup - vittorie
| Data              | Località             | Paese     | Specialità |
| ----------------- | -------------------- | --------- | ---------- |
| 10 settembre 2014 | Ushuaia Cerro Castor | Argentina | GS         |

Legenda:

GS = slalom gigante

### Campionati austriaci
- 8 medaglie[2]:
  - 3 ori (supergigante, combinata nel 2017; supergigante nel 2018)
  - 2 argenti (supergigante nel 2013; slalom gigante nel 2015)
  - 3 bronzi (discesa libera nel 2010; supercombinata nel 2011; discesa libera nel 2013)

### Campionati austriaci juniores
- 4 medaglie[2]:
  - 4 ori (discesa libera, supergigante, slalom gigante nel 2010; discesa libera nel 2011)

## Statistiche

### Podi in Coppa del Mondo
| Stagione/Specialità | Discesa libera | Discesa libera | Discesa libera | Supergigante | Supergigante | Supergigante | Podi totali |
| ------------------- | -------------- | -------------- | -------------- | ------------ | ------------ | ------------ | ----------- |
| Stagione/Specialità | 1º             | 2º             | 3º             | 1º           | 2º           | 3º           | Podi totali |
| 2011                |                |                |                |              |              |              | 0           |
| 2012                |                |                |                |              |              |              | 0           |
| 2013                |                |                |                |              |              |              | 0           |
| 2014                |                |                |                |              |              |              | 0           |
| 2015                |                |                |                |              | 1            |              | 1           |
| 2016                |                |                |                |              | 1            | 1            | 2           |
| 2017                |                |                |                |              |              |              | 0           |
| 2018                | 1              | 1              |                | 2            |              |              | 4           |
| 2019                | 1              |                |                |              | 1            | 1            | 3           |
| 2020                |                | 2              |                | 2            |              | 1            | 5           |
| 2021                | 1              | 1              |                | 2            | 1            | 1            | 6           |
| 2022                | 2              | 1              |                | 1            |              | 2            | 6           |
| 2023                | 4              |                |                |              | 1            |              | 5           |
| 2024                |                | 1              |                | 2            |              |              | 3           |
| 2025                |                |                |                |              | 2            |              | 2           |
| Totale              | 9              | 6              | 0              | 9            | 7            | 6            | 37          |
| Totale              | 15             | 15             | 15             | 22           | 22           | 22           | 37          |